# Yaga
Yaga är en sockenhuvudort i Kina. Den ligger i provinsen Qinghai, i den nordvästra delen av landet, omkring 110 kilometer sydost om provinshuvudstaden Xining. Antalet invånare är 5 169. Befolkningen består av 2 570 kvinnor och 2 599 män. Barn under 15 år utgör 25,0 %, vuxna 15-64 år 66 %, och äldre över 65 år 7,0 %.
Runt Yaga är det ganska tätbefolkat, med 62 invånare per kvadratkilometer. Närmaste större samhälle är Yaluhu, 14,7 km norr om Yaga. Trakten runt Yaga består i huvudsak av gräsmarker.
Genomsnittlig årsnederbörd är 574 millimeter. Den regnigaste månaden är juli, med i genomsnitt 144 mm nederbörd, och den torraste är december, med 2 mm nederbörd.